# Peter Aufgebauer
Peter Aufgebauer (* 12. August 1948 in Finsterwalde) ist ein deutscher Historiker.
Nach Abitur in Hagen und Wehrdienst in Munster studierte er von 1971 bis 1977 die Fächer Geschichte, Germanistik, Historische Hilfswissenschaften, Philosophie und Pädagogik an den Universitäten Freiburg und Göttingen, wo er 1977 das Erste Staatsexamen ablegte. Seine Promotion erfolgte 1982 aufgrund der Dissertation „Die Geschichte der Juden in der Stadt Hildesheim im Mittelalter und in der frühen Neuzeit“. Von 1978 bis 1985 war er als wissenschaftlicher Assistent bei Hans Patze am Seminar für Mittlere und Neuere Geschichte am Lehrstuhl für Niedersächsische Landesgeschichte der Georg-August-Universität Göttingen beschäftigt. Im Jahr 1984 wurde er in die Historische Kommission für Niedersachsen und Bremen gewählt. Ab 1985 war er am Institut für Historische Landesforschung der Universität Göttingen tätig, zunächst als Wissenschaftlicher Mitarbeiter, später als Akademischer Rat und Oberrat. 1987 gehörte er zu den Gründungsmitgliedern der „Gesellschaft zur Erforschung der Geschichte der Juden in Deutschland“.
Im Jahr 2005 hat er sich habilitiert und erhielt die Lehrberechtigung für Mittlere und Neuere Geschichte. Zunächst war er Privatdozent, 2009 wurde er zum außerplanmäßigen Professor ernannt. Zum 1. Oktober 2013 wurde er pensioniert.
Aufgebauers Arbeitsgebiete sind die Geschichte der Juden in Deutschland sowie die niedersächsische, thüringische und hessische Orts- und Landesgeschichte. Daneben beschäftigt er sich mit Fragen der mittelalterlichen und der neuzeitlichen Wissenschaftsgeschichte, so z. B. mit der Geschichte der Astronomie und mit dem Kalender.
Aufgebauer war Mitglied des DFG-geförderten Graduiertenkollegs 1024 Interdisziplinäre Umweltgeschichte. Naturale Umwelt und gesellschaftliches Handeln in Mitteleuropa, beteiligte sich an den Projekten Höfe und Residenzen im spätmittelalterlichen Reich. Ein dynastisch-topographisches Handbuch sowie Residenzstädte im Alten Reich (1300-1800) der Niedersächsischen Akademie der Wissenschaften zu Göttingen und ist Mitglied der Leitungskommission des Forschungsprojektes Ortsnamen zwischen Rhein und Elbe  – Onomastik im europäischen Raum bei der Niedersächsischen Akademie der Wissenschaften zu Göttingen. Zudem beteiligte er sich als Betreuer in dem vom Land Niedersachsen geförderten Göttinger Promotionskolleg Die Personalunion zwischen Großbritannien und Hannover 1714 bis 1837 als internationaler Kommunikations- und Handlungsraum.
Von 2006 bis 2020 war er „Beauftragter für die Universitätsdenkmäler“ und von 2013 bis 2025 Vorsitzender des „Geschichtsvereins für Göttingen und Umgebung e. V.“ Zudem ist er Mitherausgeber der fachwissenschaftlichen Internetzeitschrift Concilium Medii Aevi.

## Schriften
Ein Schriftenverzeichnis erschien in: Arnd Reitemeier, Uwe Ohainski (Hrsg.): Aus dem Süden des Nordens. Studien zur niedersächsischen Landesgeschichte für Peter Aufgebauer zum 65. Geburtstag (= Veröffentlichungen des Instituts für Historische Landesforschung der Universität Göttingen. Bd. 58). Verlag für Regionalgeschichte, Bielefeld 2013, ISBN 978-3-89534-988-1, S. 651–662.